# Bildungssparen
Bildungssparen ist ein zweckgebundenes Sparen. Es kann staatlich subventioniert werden, etwa in Form einer Sparzulage, wie sie aus dem Fünften Vermögensbildungsgesetz bekannt ist (Bildungsprämie). Die Idee des Bildungssparens zielt auf die Möglichkeit, Liquidität über einen Zeitraum aufzubauen, damit sie dann zur Verfügung steht, wenn ein Bildungsangebot wahrgenommen wird. Dabei gibt es grundsätzlich zwei Arten von Bildungssparen:
1. Bildungssparen für die Erstausbildung wie bspw. das Studium. Hier sollten attraktive Angebote entwickelt werden, damit Eltern, Verwandte und Freunde während der Kindheit eines Menschen für diesen sparen. Angespartes und Zinsen stünden dem jungen Erwachsenen dann bspw. zur Finanzierung der Lebenshaltungskosten oder von Studiengebühren während seines Studiums zur Verfügung. Einige Banken bieten solche Produkte an, von einer flächendeckenden Verbreitung kann jedoch nicht gesprochen werden.
2. Bildungssparen für Weiterbildung / Lebenslanges Lernen. Hierbei geht es um ein Ansparen zur Finanzierung der eigenen Weiterbildung. Hieraus können dann – je nach Modell – Teilnahmeentgelte, auswärtige Übernachtung, auswärtige Essenskosten, Kinderbetreuungskosten etc. über einen längeren Zeitraum angespart werden.

## Kritik
Die Kritik am Bildungssparen zielt auf die Problematik, dass zum Sparen eine gewisse Sparfähigkeit, d. h. ein gewisses Einkommen oder Vermögen vorhanden sein muss und daher bestimmte Personengruppen, die nicht sparen können, nicht zur Verfügung steht. Diese Personen können dann nicht an Bildung / Weiterbildung teilnehmen, wenn es keine weiteren Finanzierungsinstrumente (wie etwa das BAföG) gibt.
Ferner richtet sich die Kritik dahingehend, dass schon die kapitalgedeckte Altersvorsorge als Sparmotiv vorhanden ist und damit eine Konkurrenz zwischen diesen Sparmotiven auftritt, was zu vermeiden ist.
Die Gewerkschaft Erziehung und Wissenschaft fordert an Stelle des Bildungssparens daher ein Erwachsenen-BAföG.

## Diskussion und Umsetzung in Deutschland

### Das Gutachten von Prof. Rürup und Anabell Kohlmeier
Im Gutachten wird begründet, warum die Finanzierung von Weiterbildung auch eine öffentliche Aufgabe ist. Das Gutachten von Rürup und Kohlmeier weist hierbei vor allem auf die volkswirtschaftlich positiven Effekte hin. Durch die demografische Entwicklung sei Deutschland mehr denn je auf qualifizierte Arbeitskräfte angewiesen, da nur eine höhere Produktivität Wirtschaftswachstum in Zeiten einer abnehmenden Erwerbsbevölkerung sichern könne. Hierzu gehören explizit auch gut qualifizierte ältere Arbeitnehmer. Daher hätten der Staat und der Einzelne die Verpflichtung, sich an der Finanzierung von Weiterbildung zu beteiligen. Dieser Rahmen sei durch das Gutachten des FiBS – Forschungsinstituts für Bildungs- und Sozialökonomie gut abgebildet.

### Gutachten des FiBS
Im Gutachten des FiBS wird darauf hingewiesen, dass das vorgelegte Modell durch die Forderung nach Haushaltsneutralität im Koalitionsvertrag eine starke Einschränkung darstellt und durch das vorgelegte Gutachten nicht ausreichendes etwa für Arbeitslose getan werden kann. Dennoch ist das Drei-Säulen-Modell ein (erster) Schritt, insbesondere erfordere dieses nicht zwangsläufig eine (hohe) Sparfähigkeit des Individuums und sei so auch weniger gut verdienenden Personen zugänglich.

### Das Drei-Säulen-Modell des FiBS
Das Forschungsinstitut für Bildungs- und Sozialökonomie hat im Auftrag des Bundesministeriums für Bildung und Forschung (BMBF) ein konkretes Modell ausgearbeitet, das Grundlage für eine gesetzliche Verankerung sein soll. Die Autoren Dieter Dohmen, Vera de Hesselle und Klemens Himpele schlagen ein Drei-Säulen-Modell vor, wobei die Säulen die Eigenbeteiligung des Individuums und das Dach die staatliche Kofinanzierung darstellt.
Erste Säule: Eigenes Einkommen und Vermögen
Die Eigenbeteiligung kann – so finanziell möglich – aus eigenem Einkommen und Vermögen finanziert werden.
Zweite Säule: Zulagenunschädliche Entnahme aus dem Fünften Vermögensbildungsgesetz
Die Autoren schlagen vor, dass Personen, die nach dem Fünften Vermögensbildungsgesetz sparen, dass dort angesparte Geld vor Ablauf der Sperrfrist zulagenunschädlich entnehmen können, sofern zur Finanzierung von Teilnahmeentgelten beruflicher Weiterbildung genutzt wird. Damit soll ermöglicht werden, dass gerade Einkommensschwächere auf vorhandene Liquidität zugreifen können.
Dritte Säule: Weiterbildungsdarlehen
Insbesondere sehr kostenintensive Maßnahmen (wie etwa ein Aufbaustudium) können dazu führen, dass die vorhandene Liquidität nicht ausreicht. Daher soll ein zinsgünstiges Darlehen bereitgestellt werden. Voraussetzung ist, dass keine Bonitätsprüfung erfolgen kann, da ansonsten genau diejenigen nicht an Darlehen kommen, die das Geld im Falle einer Weiterbildung am nötigsten bräuchten.
Das Dach: Steuerliche Regelungen und Weiterbildungsprämie
Schon heute können Ausgaben der beruflichen Weiterbildung unter bestimmten Voraussetzungen als Werbungskosten geltend gemacht werden. Davon profitieren jedoch nur diejenigen, die erstens Steuern bezahlen (je höher der Grenzsteuersatz ist, desto höher ist auch die Steuerersparnis) und deren Werbungskosten den Arbeitnehmerpauschbetrag von € 1000 im Jahr überstiegen. Daher schlägt das FiBS eine Weiterbildungsprämie von € 500 vor. Diese soll gewährt werden, wenn
- es sich um die Teilnahmegebühren einer beruflichen Weiterbildungsmaßnahme handelt,
- die betreffende Person nicht mehr als € 25.600 (bzw. € 51.200 bei gemeinsam Veranlagten) zu versteuerndes Einkommen hat,
- die Hälfte der Kosten selbst getragen werden.

Zudem gilt eine Bagatellgrenze von € 30, d. h. die ersten € 30 müssen immer individuell getragen werden.
Beispiel: Teilnahmegebühren von € 300: Die ersten € 30 muss der sich Weiterbildende selbst tragen. Die verbleibenden € 270 können zur Hälfte durch die Weiterbildungsprämie finanziert werden, so dass das Individuum € 165 selbst trägt, der Staat € 135.